# Tooting Bec (metrostation)
Tooting Bec is een station van de metro van Londen aan de Northern Line dat op 13 september 1926 werd geopend.

## Geschiedenis
Het station ligt aan de noordkant van de kruising van Trinity Road (richting noordwest), Upper Tooting Road (zuidwest), Balham High Road (noordoost), Tooting Bec Road (zuidoost) en Stapleton Road (ook zuid-oost). ). Het station bevindt zich in Travelcard Zone 3 . Het station zelf is gebouwd naar het standaardontwerp dat Charles Holden maakte voor de zuidelijke verlenging van de C&SLR. Holden was door Franck Pick, de algemeen directeur van UERL, ingehuurd uit onvrede over de ontwerpen van huisarchitect Stanley Heaps. Holden kwam met een standaardontwerp voor alle zeven stations. Hij ontwierp een witte betonnen doos van twee bouwlagen bekleed met witte portlandsteen met een deuropening op de begane grond en daarboven een glazen wand. Op het glas kwam het grote logo van de Londense metro geflankeerd door twee zuilen met een kapiteel in de vorm van het logo van de Londense metro in 3D. Hierdoor was het gebouw meteen herkenbaar als metrostation. Het standaardontwerp werd aangepast aan de situatie ter plaatse en in dit geval In liggen de toegangen niet onder maar naast de glazen wand met het logo van de Londense metro. Op de luifel is boven elke toegang een logo van de Londense metro geplaatst en de glazen wand met het grote logo ligt onder een hoek van 45° tussen de ingangen boven een blinde muur. De UERL benadrukte de zichtbaarheid van de Underground in de buurt door de toegang tot de voetgangerstunnel te voorzien van een opbouw in dezelfde stijl als het stationsgebouw. De opbouw heeft in, afwijking van het standaardontwerp, op alle drie glazen wanden het logo van de Londense metro in plaats van alleen op de middelste. Geruime tijd was de noordelijke glazen wand het enige voorbeeld langs de  zuidelijke verlenging waar de letters "UNDERGROUND" uit de jaren twintig van de twintigste eeuw behouden waren, terwijl de glazen wanden van de andere stations in de loop der jaren vervangen werden. De logo's van de Londense metro's die in de jaren vijftig van de twintigste eeuw van de vlaggemasten verwijderd waren werden bij groot onderhoud in de jaren negentig van de twintigste eeuw teruggeplaatst. Tevens werden toen de oorspronkelijke logo's op de glazen wanden in oude luister hersteld, zodat anno 2021 ieder van de zeven stations weer voozien is van het oorspronkelijke logo. 

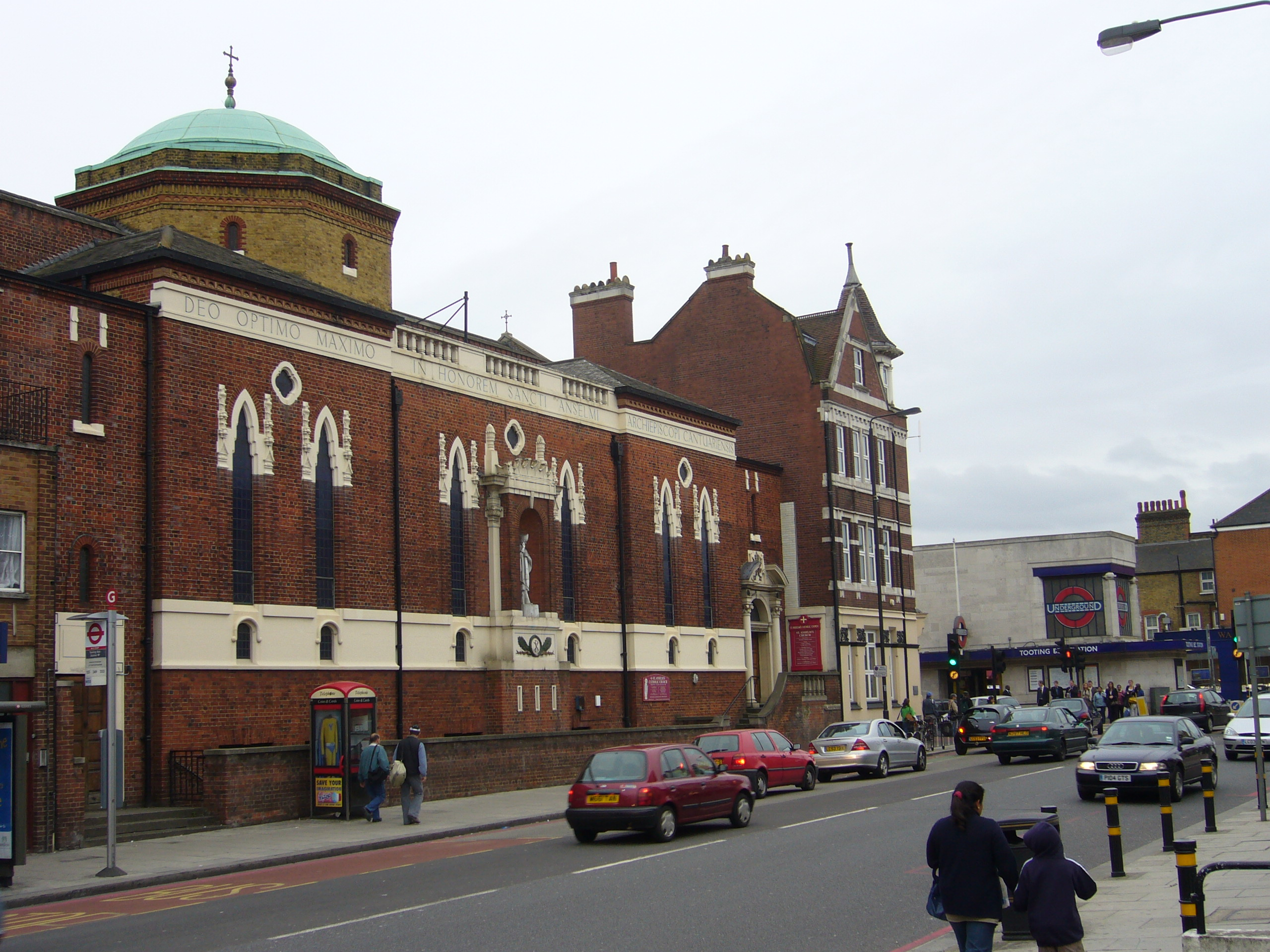
De St. Anselm kerk met de toegang tot de voetgangerstunnel op de achtergrond.
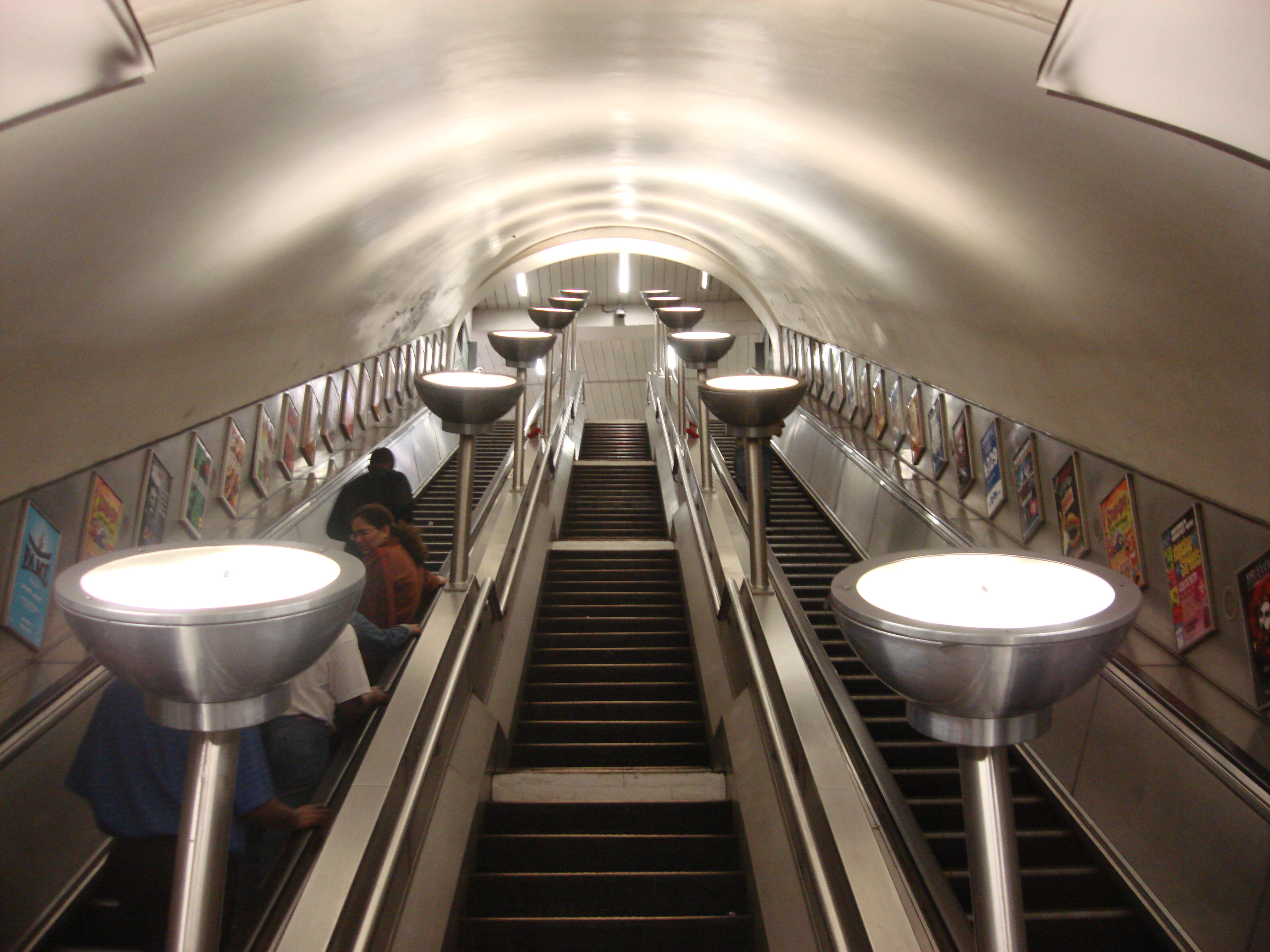
Tussen verdeelhal en perrons.
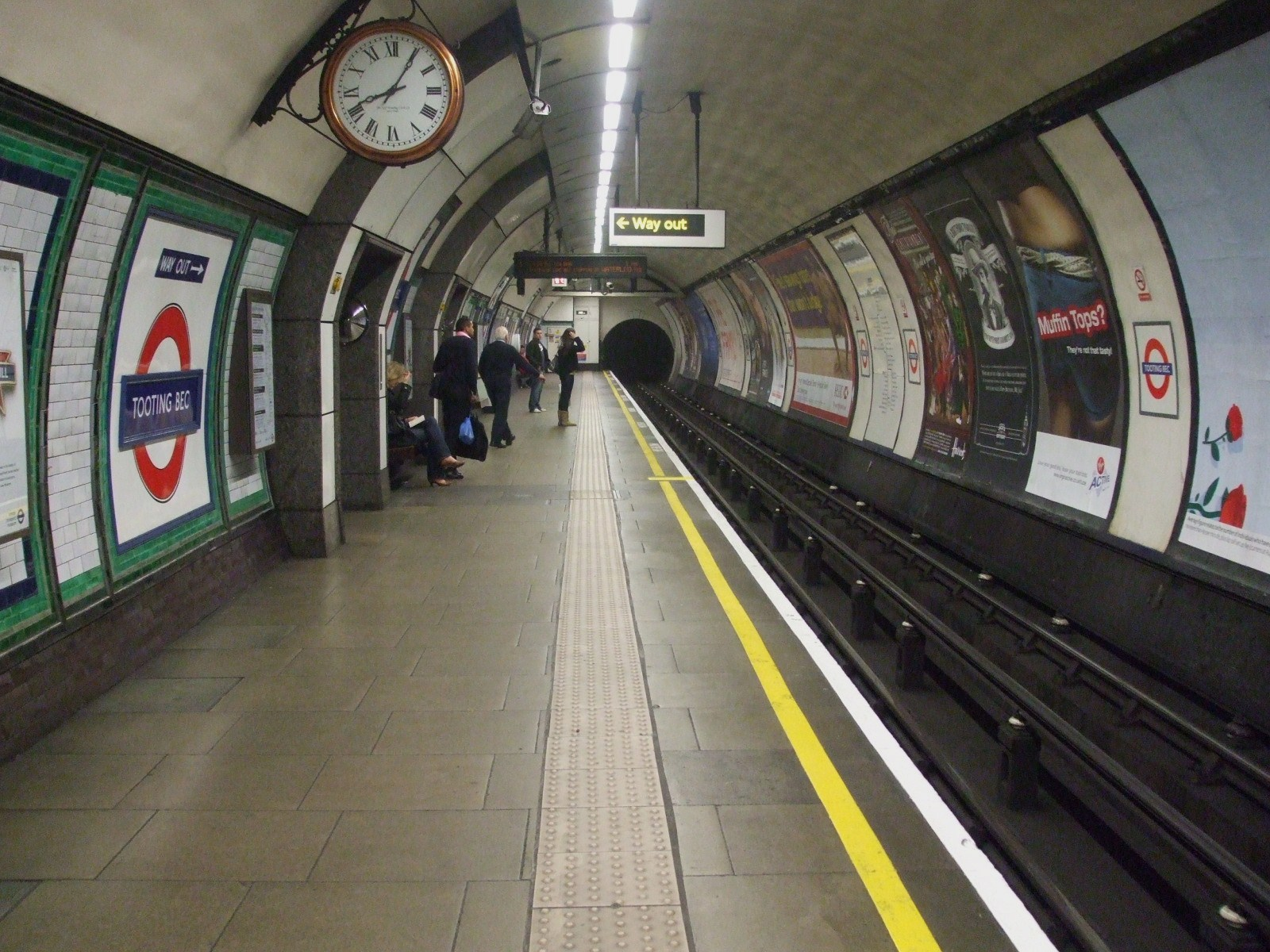
Het westelijke perron met Self Winding klok.

## Naam
Het station werd op 13 september 1926 geopend als Trinity Road (Tooting Bec) en in 1937 kregen de C&SLR en de Hampstead Tube de gemeenschappelijke naam Northern Line. De naam van het station werd op 1 oktober 1950 veranderd in Tooting Bec. De naam Trinity Road verwijst naar de straat waar het station ligt in de wijk Tooting. Bec verwijst naar de abdij Sainte Marie de Bec-Hellouin in Normandië. In het Doomsday Book uit 1086 is Tooting opgenomen als Totignes waar de abdij, samen met de abdij van Westminster, percelen had verkregen van de Noormannen. St. Anselm bezocht Tooting voor hij Lanfranc van Bec opvolgde als aartsbisschop van Canterbury. De naar hem genoemde kerk staat vlak ten oosten van het station aan de Balham High Road.  

## Ligging en inrichting
Zowel het stationsgebouw als de trap met opbouw zijn verbonden met een voetgangerstunnel onder de kruising. Onder de Upper Tooting Road is de voetgangerstunnel aan de noordoost kant verbonden met de verdeelhal bovenaan de (rol)trappen. De (rol)trappen verbinden deze hal met een hal, ongeveer op halve perronlengte tussen de perrons onder Balham High Road. De wanden van het station zijn afgewerkt met eveneens door Holden ontworpen geglazuurde tegels. Boven de perrons hangen twee klokken van de Self Winding Clock Company uit New York. 